# 山中毅
山中 毅（やまなか つよし、1939年1月18日 - 2017年2月10日）は、石川県輪島市生まれの競泳選手。1956年メルボルンオリンピックの400m自由形・1500m自由形、1960年ローマオリンピックの400m自由形・800ｍフリーリレーで4つの銀メダルを獲得した。

## 人物
石川県立輪島高等学校在学中の1956年メルボルンオリンピックに出場。自由形400mと1500mの2種目では、オーストラリアのマレー・ローズに次ぐ2位で銀メダルを獲得した。
早稲田大学教育学部進学後の1959年、自由形200m、400mで世界新記録を作った。
1960年ローマオリンピックでも、自由形400mでローズに敗れ銀メダルを獲得した。
早稲田大学卒業後、南カリフォルニア大学に留学。1961年には、2ヶ月間に自由形200mの世界新記録を3度更新するなど、同じ大学に留学してきたローズやジョン・コンラッズとともに南カリフォルニア大学の黄金時代を築いた。1962年にコンラッズと南米に招待され帰国の際、搭乗予定だったヴァリグ・ブラジル航空810便がペルーで墜落したが、山中らは乗り遅れたため難を逃れた。1966年の全日空羽田沖墜落事故、全日空松山沖墜落事故でも直前に友人と会い、搭乗をキャンセルして助かっている。
1964年の東京オリンピックにも出場し、400m自由形で6位入賞している。
3度のオリンピックで延べ7種目に出場し、4個の銀メダルを含めてすべて入賞した。
帰国後は大洋漁業（現・マルハニチロ）に就職した。またイトマンスイミングスクールの取締役も務めている。
1983年、国際水泳殿堂の表彰者に選出された。
山中の母親は海女で、出産の数日前まで海に潜っていた。そのためか、「山中は生まれる前から泳いでいる」の逸話が残っている。
1995年に行われた参議院議員選挙の比例区にさわやか新党から出馬したことがあった。
2017年2月10日、肺炎により東京都練馬区内の病院にて死去。78歳没。